# Радон
| 86             | Радон |
| Rn(222)        |       |
| 4f145d106s26p6 |       |

Радо́н (химический символ — Rn, от лат. Radon) — химический элемент 18-й группы (по устаревшей классификации — главной подгруппы восьмой группы, VIIIА) шестого периода периодической системы химических элементов Д. И. Менделеева с атомным номером 86.
Простое вещество радон при нормальных условиях — бесцветный инертный газ. Радиоактивен, стабильных изотопов не имеет, может представлять опасность для здоровья и жизни, является канцерогеном. При комнатной температуре является одним из самых тяжёлых газов. 
Наиболее стабильным изотопом радона является 222Rn, имеющим период полураспада 3,8 суток.

## История открытия и происхождение названия
В 1899 году Пьер и Мария Кюри обнаружили, что газ, находившийся в контакте с радием, остаётся радиоактивным в течение месяца. Эрнест Резерфорд и Роберт Оуэнс позже в том же году отметили, что радиоактивность препаратов тория колеблется со временем. Позже Резерфорд объяснил это тем, что торий испускает, кроме α-частиц, и некое неизвестное ранее вещество, так что воздух вокруг препаратов тория постепенно становится радиоактивным. Это вещество он предложил назвать эмана́цией (от лат. emanatio, «истечение») тория и дать ему символ Em. Последующие наблюдения Резерфорда в 1901 году показали, что и препараты радия также испускают некую эманацию, которая обладает радиоактивными свойствами и ведёт себя как инертный газ, однако он в этой работе отметил приоритет супругов Кюри в открытии эманации. В 1903 году французский химик Андре-Луи Дебьерн обнаружил короткоживущую эманацию актиния.
Первоначально эманацию тория называли торо́ном, эманацию радия — нито́ном (позднее радоном), актиния — актино́ном (эти названия, кроме нитона, часто употребляются и в наши дни). Было доказано, что все эманации на самом деле представляют собой радионуклиды нового элемента — инертного газа, которому отвечает атомный номер 86. Впервые его выделили в чистом виде и измерили его плотность Уильям Рамзай и Роберт Уитлоу-Грей в 1908 году, они же предложили назвать газ нитон (от лат. nitens, «светящийся»). В 1923 году газ получил окончательное название радон, и символ Em был сменён на Rn.
В публичной лекции 1936 года Резерфорд кратко изложил итоги их работ:

Я помогал ему [профессору по электротехнике Оуэнсу в университете МакГилл в г. Монреале в Канаде с декабря 1898 года по 26 мая 1899 года] в проведении экспериментов, и мы обнаружили некоторые очень странные явления. Оказалось, что радиоактивное воздействие окиси тория может проходить сквозь дюжину листков бумаги, положенных поверх этой окиси, но задерживается тончайшей пластинкой слюды, как будто излучается что-то, способное диффундировать сквозь поры бумаги. Тот факт, что прибор был очень чувствителен к движению воздуха, поддерживал эту диффузионную гипотезу. Затем мы провели эксперименты, в которых воздух проходил над окисью тория, а потом попадал в ионизационную камеру. Эти опыты показали, что активность может переноситься воздухом. Однако, когда поток воздуха прекращался, активность в ионизационной камере не сразу исчезала, а уменьшалась постепенно по экспоненциальному закону. Я назвал это газообразное вещество, которое может диффундировать сквозь бумагу, переноситься воздухом и в течение некоторого времени сохранять свою активность, исчезающую по характерному закону, «эманацией тория».
Я установил, что эта эманация обладает чрезвычайно своеобразным свойством делать радиоактивными тела, над которыми она проходит. Казалось, что это свойство, скорее всего, обусловлено осаждением некой материальной субстанции, а не какой-либо активностью, возникшей в самих телах под действием излучения, так как тогда количество осаждённого вещества должно увеличиваться при приложении электрического поля. В те времена многие получали неповторяющиеся и странные результаты, помещая предметы вблизи радиоактивных веществ. По-видимому, всё это могло объясняться наличием таких же эманаций, как обнаруженная нами у тория.

Прежде чем считать такое объяснение правильным, необходимо было выяснить истинную природу эманации. Это было очень трудно, так как доступное количество её всегда было очень мало.
Заслуга открытия радона как химического элемента часто приписывается также немецкому химику Фридриху Дорну. Вопросы приоритета в открытии радона рассматриваются в работе Джеймса и Вирджинии Маршалл, где показано, что первооткрывателем радона как химического элемента следует считать Резерфорда.
В 1900 году Дорн открыл изотоп радона 222Rn с периодом полураспада 3,823 дня и опубликовал статью об этом, сославшись на более раннюю работу Резерфорда. Резерфорд, сначала с Оуэнсом, а затем один в 1899 году работал с другим изотопом 220Rn (тороном), период полураспада которого около 55,6 секунды. Резерфорд не знал о работах немца, так как тот опубликовал свою работу в немецком журнале с небольшим тиражом. Резерфорд не знал немецкого. Дорн совершенно не интересовался радиоактивностью. И только в 1902 году Резерфорд и Содди экспериментально доказали, что эманация — это изотоп радона. Они сумели её охладить и превратить в жидкость с помощью новой физической установки в университете МакГилл и опубликовали статьи.

## Нахождение в природе

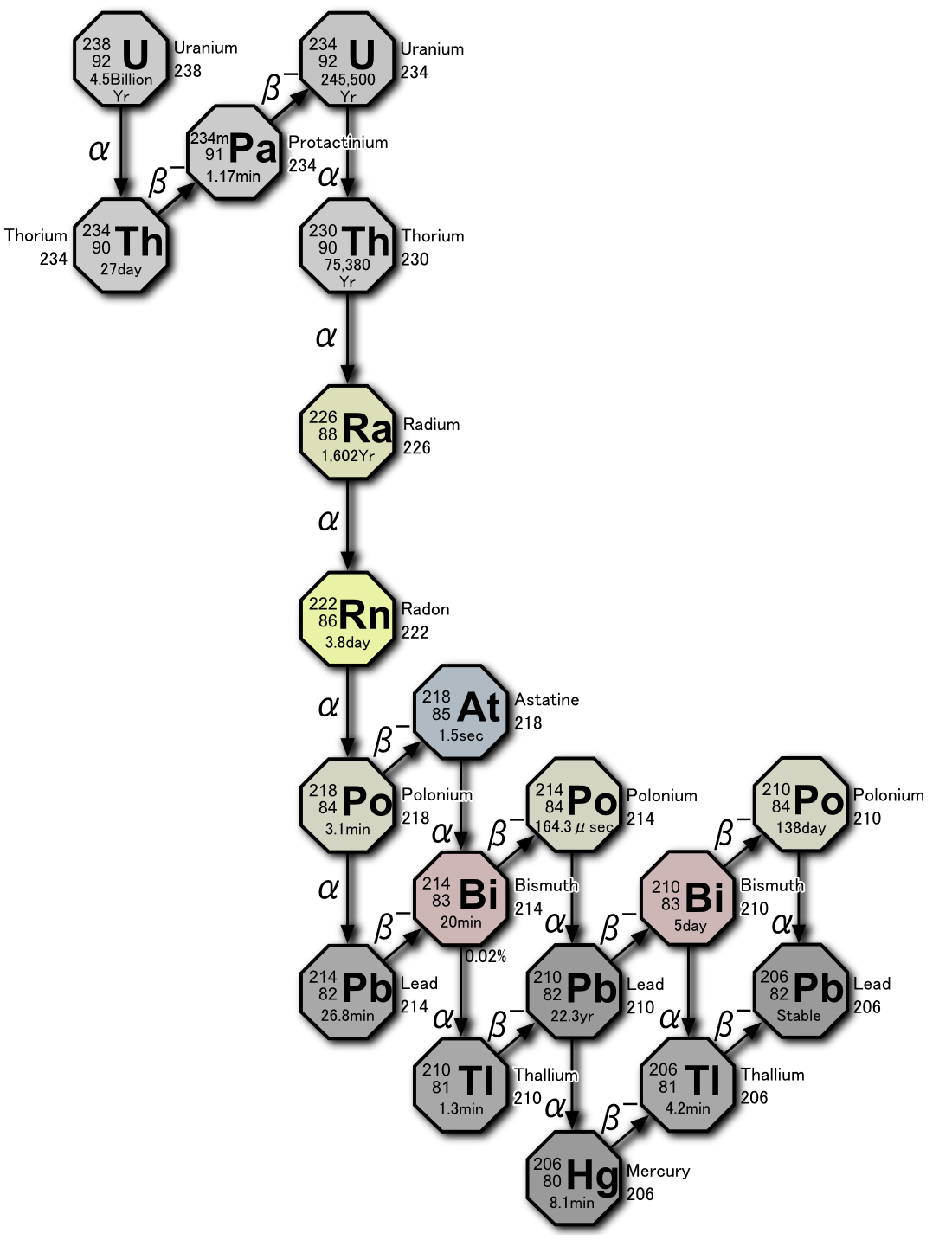
Радиоактивный ряд урана-238

Входит в состав радиоактивных рядов 238U, 235U и 232Th. Ядра радона постоянно возникают в природе при радиоактивном распаде материнских ядер. Равновесное содержание в земной коре 7⋅10–16% по массе. Ввиду химической инертности радон относительно легко покидает кристаллическую решётку «родительского» минерала и попадает в подземные воды, природные газы и воздух. Поскольку наиболее долгоживущим из четырёх природных изотопов радона (218, 219, 220, 222) является 222Rn, именно его содержание в этих средах максимально.
Концентрация радона в воздухе зависит, в первую очередь, от геологической обстановки (так, граниты, в которых много урана, являются активными источниками радона, в то же время над поверхностью морей радона мало), а также от погоды (во время дождя микротрещины, по которым радон поступает из почвы, заполняются водой; снежный покров также препятствует доступу радона в воздух).
Перед землетрясениями наблюдается повышение концентрации радона в воздухе, благодаря сейсмической активности. Выход радона из земли в это время называется эксхаляцией

## Получение
Для получения радона через водный раствор любой соли радия-226 продувают воздух, который уносит с собой радон-222, образующийся при радиоактивном распаде радия-226. Далее воздух тщательно фильтруют для отделения микрокапель раствора, содержащего соль радия, которые могут быть захвачены током воздуха. Для получения собственно радона из смеси газов удаляют химически активные вещества (кислород, водород, водяные пары и т. д.), остаток конденсируют жидким азотом, затем из конденсата отгоняют азот и инертные газы (аргон, неон и т. д.).
В одном грамме радия-226 возникает за сутки около 0,1 мм3 радона-222.

## Физические свойства

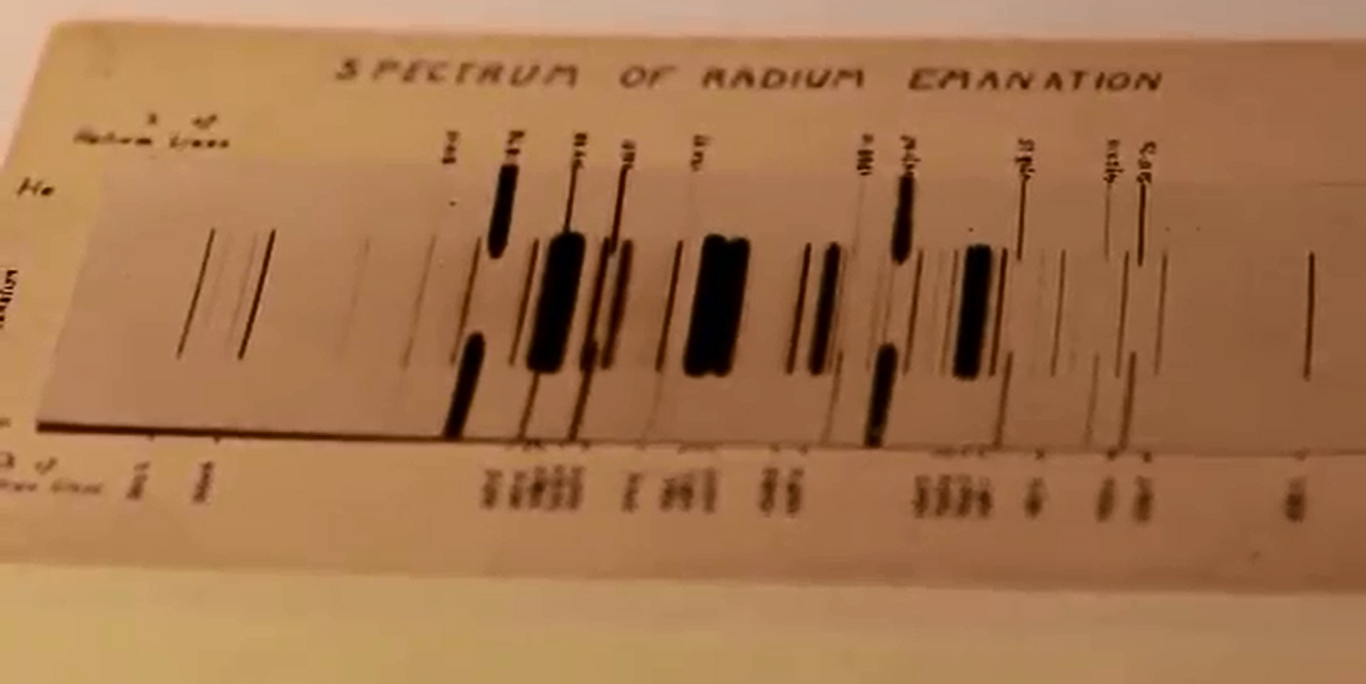
Эмиссионный спектр радона, сфотографированный Э. Резерфордом в 1908 году. Числа на краях спектра представляют собой длины волн. Средний спектр принадлежит радону, внешние спектры — гелию (добавлены для калибровки длин волн)

Радон — радиоактивный одноатомный тяжёлый газ без цвета и запаха. Растворимость в воде при комнатной температуре составляет 460 мл/л, что выше, чем растворимость более лёгких инертных газов. В органических растворителях и в жировой ткани человека растворимость радона в десятки раз выше, чем в воде. Газ хорошо просачивается сквозь полимерные плёнки. Легко адсорбируется активированным углём и силикагелем.
Собственная радиоактивность радона вызывает его флюоресценцию. Газообразный и жидкий радон флюоресцирует голубым светом, у твёрдого радона при охлаждении до азотных температур цвет флюоресценции становится сначала жёлтым, затем — красно-оранжевым.
Цвет свечения в газовом разряде у радона — синий, так как в видимой части спектра радона особо выделяются 8 линий, отвечающих длинам волн от 3982 до 5085 Å (от 398,2 нм до 508,5 нм) и лежащих главным образом в синей части спектра, однако из-за отсутствия стабильных изотопов применение его в газосветных приборах невозможно.
Плотность радона при нормальных условиях составляет 9,73 кг/м3, что примерно в 7,6 раз больше плотности воздуха.

## Химические свойства

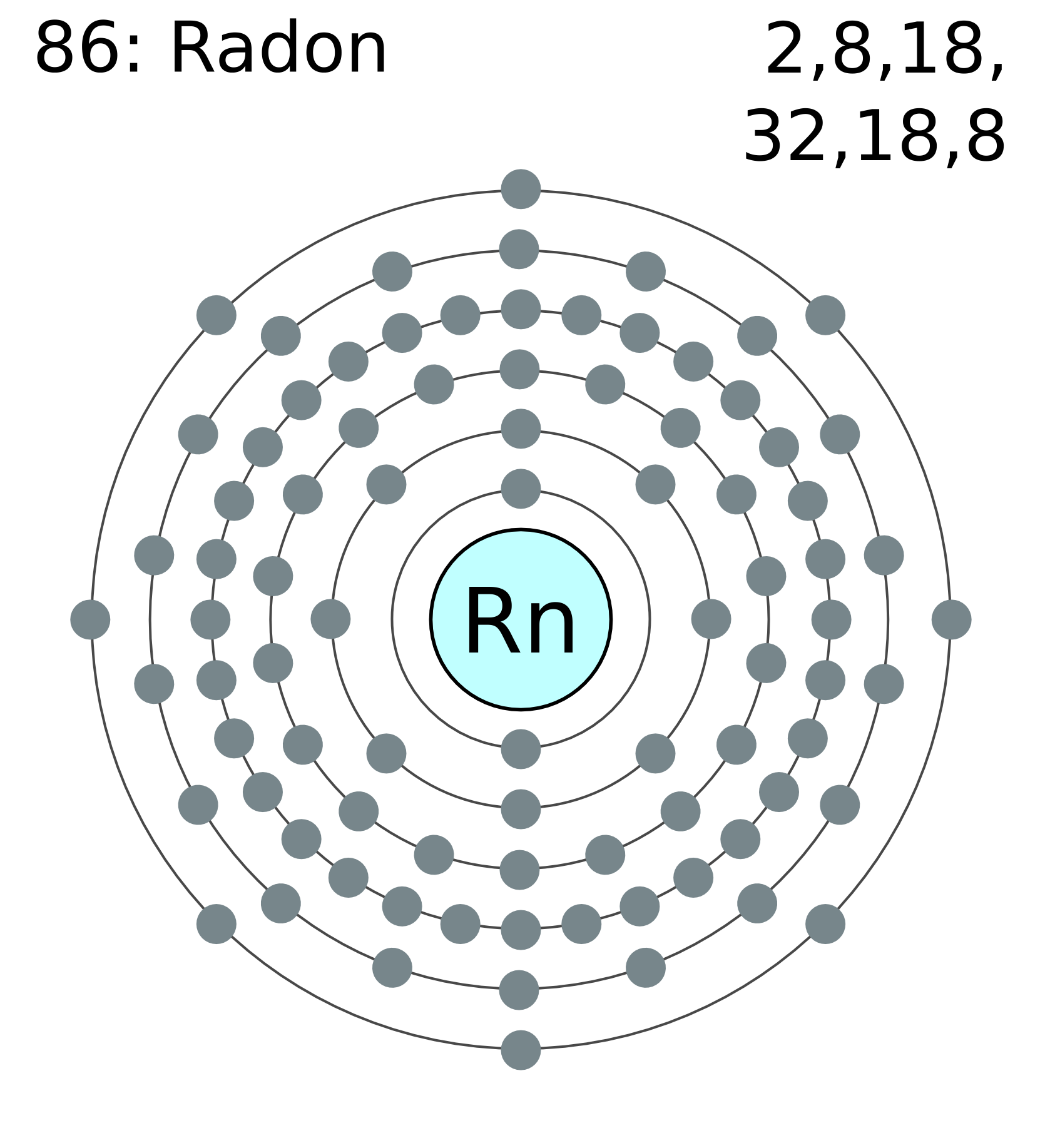
схема электронных оболочек радона

В химическом отношении радон является наиболее активным из благородных газов, так как его электроны внешних электронных оболочек имеют относительную низкую энергию ионизации.
Радон образует химические соединения с фтором. Так, дифторид радона RnF2 является белым нелетучим кристаллическим веществом.
Фториды радона могут быть получены также под действием сильных фторирующих агентов (например, фторидов галогенов: ClF3, BrF5, IF7).
Получены также соединения с катионом RnF+: RnF[SbF6], RnF[Sb2F11].
Кроме фтора, радон может образовывать бинарные соединения с кислородом; в частности, был получен триоксид радона, однако получение других оксидов радона не подтверждено.
Кроме того, радон может входить в состав различных клатратов, которые, хотя и имеют постоянный стехиометрический состав, не образуют химических связей с участием атомов радона.

## Применение
Радон используют в медицине для приготовления радоновых ванн. Радон используется в сельском хозяйстве для активации кормов домашних животных, в металлургии в качестве индикатора при определении скорости газовых потоков в доменных печах, газопроводах. В геологии измерение содержания радона в воздухе и воде применяется для поиска месторождений урана и тория, а также активных тектонических разломов, на наличие которых может указывать повышенное содержание радона в приземном и подпочвенном воздухе; в гидрогеологии — для исследования взаимодействия грунтовых и речных вод.
Динамика концентрации радона в подземных водах может применяться для прогноза землетрясений.

### История
Открытие радиоактивности и радона совпало с повышением интереса к биологическим эффектам радиации. Было установлено, что вода многих источников минеральных вод богата эманацией радия (так именовался радон в то время). Вслед за этим открытием последовала волна моды «на радиацию». В частности, в рекламе того времени радиоактивность минеральных вод выдавалась за главный показатель их полезности и эффективности.

### Радиационный фон помещений
Радиационный фон помещений (РФП) — излучение земного и космического происхождения, постоянно воздействующее на человека при его нахождении внутри здания. РФП формируется как естественный и технологически изменённый радиационный фон. Причиной возникновения радиационного фона в зданиях является активность трёх основных естественных долгоживущих радионуклидов (радий-226, торий-232 и калий-40), техногенного цезия-137 в строительных материалах и короткоживущих изотопов (Т1/2 < 10 сут) радия (крайне редко тория). Основные составляющие радиационного фона помещений в значительной степени зависят от деятельности человека. Это вызвано, прежде всего, такими факторами, как выбор площадки для строительства, радиационных характеристик строительных материалов, конструктивных решений зданий и применяемых в них систем вентиляции. Безопасной средней по площади здания плотностью потока радона на поверхности грунта считается менее 80 мБк/м2с для жилых зданий и 40 мБк/м2с для малоэтажных коттеджей.

## Биологическое воздействие
Радон вреден для здоровья, он радиотоксичен и канцерогенен. Попадая в организм человека, он способствует процессам, приводящим к раку лёгкого. Распад ядер радона и его дочерних изотопов в лёгочной ткани вызывает микроожог, поскольку вся энергия альфа-частиц поглощается практически в точке распада. Особенно опасно (повышает риск заболевания) сочетание воздействия радона и курения. По данным департамента здравоохранения США радон — второй по частоте (после курения) фактор, вызывающий рак лёгких преимущественно бронхогенного (центрального) типа. Рак лёгких, вызванный радоновым облучением, является шестой по частоте причиной смерти от рака.
Радон и его дочерние продукты обусловливают более половины всей эффективной дозы облучения, которую в среднем получает организм человека от природных и техногенных радионуклидов окружающей среды.
В настоящее время во многих странах проведён мониторинг концентрации радона в зданиях как первый этап оптимизации защиты населения.
МКРЗ установила референтный уровень эквивалентную равновесную объёмную активность изотопов радона и продуктов его распада (ЭРОА) в рабочей зоне на уровне 200 Бк/м³.
В России, в воде, в первую очередь в воде подземных водоисточников, уровень вмешательства по радону составляет 60 Бк/кг.
Увеличивают радоновую нагрузку и светомассы постоянного действия, содержащие химически выделенные из природного урана находившиеся в вековом равновесии члены рядов урана-238 и урана-235, главным образом, радий-226, распадающийся до радона-222. Значительное выделение радона такими светомассами делает небезопасным хранение большого количества приборов, содержащих СПД. Особенно высоким выделением радона отличаются старые авиационные указатели поворота и скольжения, авиагоризонты, корабельные настенные часы и тумблеры и автоматы с светящимися наконечниками и подсветки шкал из индикаторов гамма-излучения ДП-63-А (в более поздних моделях они заменены на потребляющую небольшой ток электролюминесцентную подсветку, поэтому опасности не представляют). Особенно опасны изделия, где светомасса открыта, а не находится под стеклом - появляется серьезная опасность загрязнения помещения радиевой пылью.

## Тестирование и снижение уровня радона

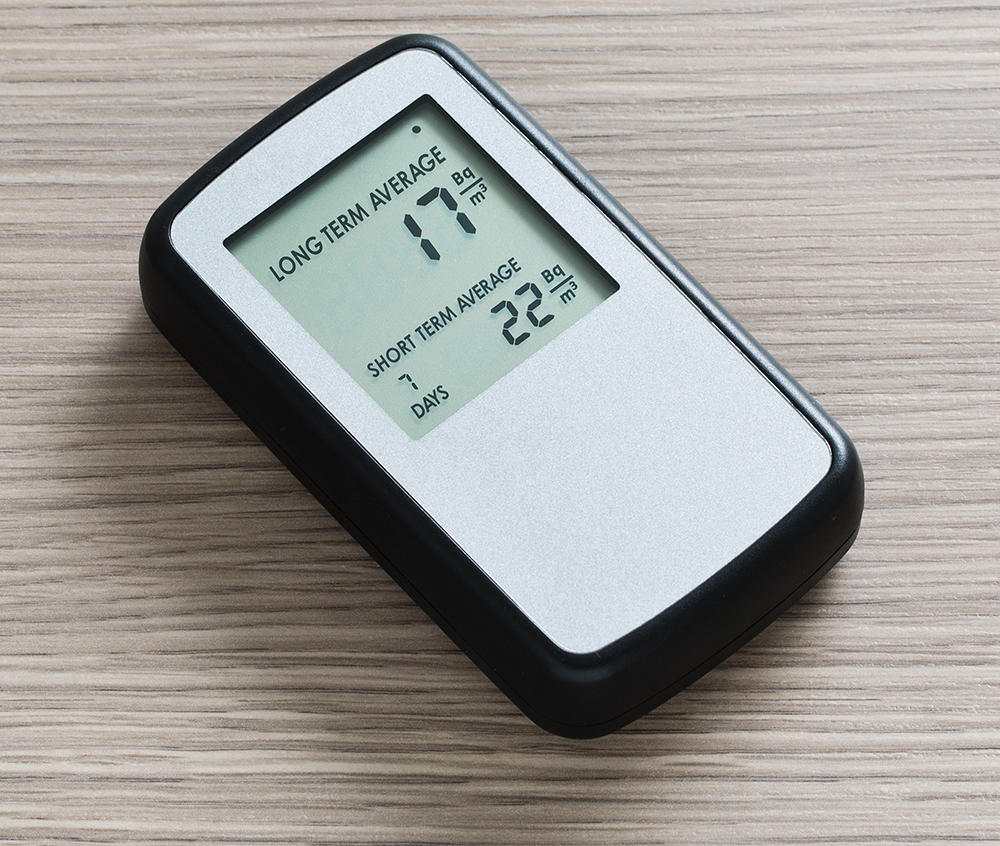
Цифровой измеритель уровня радона

При учёте уровня изотопов радона также следует учитывать и активность нелетучих продуктов его распада (изотопы полония, свинца, висмута и т. д.) с разными периодами их полураспада.
Существуют достаточно простые тесты, позволяющие измерить уровень радона. В некоторых странах такие тесты методически проводятся в местах с повышенным содержанием радона. Цифровые устройства для измерения уровня радона (эманометры) имеются в продаже. Устройства для экспресс-тестирования уровня радона недороги, и в некоторых случаях бесплатны. Для проведения анализов разработаны соответствующие инструкции. Комплект для измерения уровня радона включает в себя коллектор, который необходимо установить на нижнем этаже жилого дома на период 2—7 суток. Далее коллектор отправляют в лабораторию для анализа. Также доступны приборы для долгосрочного (на срок до одного года) измерения уровня радона. Есть возможность измерения количества выделяемого из земли радона до начала строительства. Концентрация радона может меняться ежедневно, поэтому необходимы долгосрочные измерения средней концентрации радона в помещениях, где человек проводит значительную часть времени.
Концентрация радона подвержена естественным колебаниям из-за таких факторов, как смена погодных условий, поэтому первоначальный тест может дать неточный результат относительно средней концентрации радона. Уровень радона в воздухе максимален в наиболее холодной части дня, когда перепады давления наиболее велики. Поэтому при обнаружении высокой концентрации радона (более 4 пКи/л) оправдано проведение повторных измерений перед осуществлением более дорогостоящих мероприятий по борьбе с выделением газа. Показания в промежутке от 4 до 10 пКи/л являются показанием к проведению долгосрочного теста. Показания выше 10 пКи/л требуют только дополнительного краткосрочного теста, дабы избежать чрезмерного промедления в борьбе с выделением газа. Покупателям недвижимости рекомендуется отложить или отказаться от покупки, если продавец не смог снизить уровень радона до 4 пКи/л или менее.
Поскольку период полураспада радона составляет всего 3,8 суток, удаление или изоляция источника значительно снижает угрозу. Концентрация радона, как правило, снижается при вентиляции помещения. В хорошо проветриваемых помещениях концентрация радона имеет тенденцию выравниваться до уровня улицы (обычно 10 Бк/м3, в пределах от 1 до 100 Бк/м3).
Есть четыре основных способа снизить концентрацию радона в домах:
- Улучшение вентиляции помещения и предотвращение проникновения радона из подвальных помещений в жилые помещения
- Установка системы для удаления радона из подвальных помещений
- Установка систем вентиляции с положительным давлением

Согласно EPA, для уменьшения концентрации радона в первую очередь используются система труб дефлектора и вентилятор, вытягивающие радон из здания. Агентство охраны окружающей среды США (EPA) рекомендует использовать методы, препятствующие проникновения радона в помещение. Всасывание почвы, например, предотвращает появление радона в доме, потому что радон из-под дома выпускается наружу через трубы, где он разбавляется. EPA не рекомендует использовать герметизацию без других мер, поскольку использование такого метода не приводит к значительным и последовательным снижениям уровня радона.
Система вентиляции с положительным давлением может быть объединена с теплообменником (рекуператором или регенератором) для восстановления энергии в процессе воздухообмена с воздухом извне, поскольку исключительно выведение воздуха наружу может быть недостаточным решением, так как это может привести к всасыванию воздуха в жилище. В дома, построенные над погребами, можно установить листы пластика, покрывающие пустое пространство — это будет барьером для радона. Вентиляционная труба и вентилятор используются для выведения радона из-под пласта пластика на открытый воздух. Этот способ выведения радона называется «подмембранное всасывание», и при правильном применении оно является самым эффективным способом выведения радона в домах с погребным помещением.

## Изотопы
Радон не имеет стабильных изотопов. Наиболее устойчив 222Rn (T1/2 = 3,8235 суток), входящий в природное радиоактивное семейство урана-238 (семейство урана-радия) и являющийся непосредственным продуктом распада радия-226. Иногда название «радон» относят именно к этому изотопу. В семейство тория-232 входит 220Rn (T1/2 = 55,6 с), иногда его называют торон (Tn). В семейство урана-235 (урана-актиния) входит 219Rn (T1/2 = 3,96 с), его называют актинон (An). В одну из побочных ветвей (коэффициент ветвления 2⋅10−7) семейства урана-радия входит также очень короткоживущий (T1/2 = 35 мс) радон-218. Все отмеченные изотопы радона испытывают альфа-распад. Этими четырьмя нуклидами исчерпывается список природных изотопов радона. Известны ещё 30 искусственных изотопов Rn с массовым числом от 195 до 228. Некоторые нейтронодефицитные изотопы радона имеют также возбуждённые метастабильные состояния; таких состояний известно 13. Преобладающие моды распада у лёгких изотопов Rn — альфа-распад, позитронный распад и электронный захват. Начиная с массового числа A=212 альфа-распад становится доминирующим. Тяжёлые изотопы радона (начиная с A=223) распадаются преимущественно посредством бета-минус-распада.